# اسیر دل هرنو
اسیر دل هرنو (انگلیسی: Asier del Horno؛ زادهٔ ۱۹ ژانویهٔ ۱۹۸۱) بازیکن فوتبال اهل اسپانیا است.
از باشگاه‌هایی که در آن بازی کرده‌است می‌توان به باشگاه فوتبال والنسیا، باشگاه فوتبال چلسی، باشگاه فوتبال اتلتیک بیلبائو، باشگاه فوتبال رئال وایادولید، باشگاه فوتبال لوانته، و باشگاه فوتبال اتلتیک بیلبائو بی اشاره کرد.
وی همچنین در تیم‌های ملی فوتبال زیر ۱۸ سال اسپانیا، زیر ۲۱ سال اسپانیا، اسپانیا، و باسک بازی کرده‌است.